# Branko Mikulić
Branko Mikulić, né le 10 juin 1928 à Gornji Vakuf-Uskoplje, et mort le 12 avril 1994 à Sarajevo, est un homme politique communiste en république fédérative socialiste de Yougoslavie. Il a notamment été Premier ministre du 15 mai 1986 au 16 mars 1989.